# Botanophila prenochirella
Botanophila prenochirella este o specie de muște din genul Botanophila, familia Anthomyiidae, descrisă de Zheng și Fan în anul 1990.
Este endemică în Qinghai. Conform Catalogue of Life specia Botanophila prenochirella nu are subspecii cunoscute.